# 추민열
추민열(1999년 1월 10일 ~ )은 대한민국의 축구 선수이다. 포지션은 공격수이다.

## 클럽 경력
2018시즌을 앞두고 부천 FC 1995에 우선지명을 받으면서 커리어를 시작했다.
2021시즌을 앞두고 K4리그의 고양시민축구단으로 이적했다.

## 국가대표팀 경력
2018년 1월, 대한민국 U-20 축구 국가대표팀 동계 전지훈련 선수 명단에 이름을 올렸다.